# José Alípio de Carvalho Costallat
José Alípio de Carvalho Costallat (Rio de Janeiro, 16 de dezembro de 1886 — Campinas, 09 de agosto de 1965) foi um político brasileiro. Exerceu o mandato de deputado federal constituinte pelo Rio de Janeiro em 1934.